# Paulinho da Viola
Paulo César Batista de Faria, ou Paulinho da Viola, (Rio de Janeiro, 12 novembre 1942) est un auteur, compositeur et interprète (chant, guitare, et cavaquinho) brésilien, fils du guitariste César Faria.
Sa victoire aux festivals des années 1960 avec les chansons Sinal Fechado et Foi um Rio que Passou em Minha Vida a été la force motrice du début de sa carrière.
Il a composé des sambas aussi bien que des choros. Plus généralement il est considéré comme un des représentants majeurs de la MPB.
Son école de samba est Portela. Il apparaît dans le film documentaire de Pierre Barouh Saravah.

## Discographie
- 1965 - Rosa de Ouro,
- 1965 - Roda de Samba, groupe "A voz do morro",
- 1966 - Roda de Samba Vol. 1,
- 1967 - Rosa de Ouro Vol. 2,
- 1968 - Os Sambistas, groupe "A voz do morro",
- 1968 - Samba na Madrugada, Paulinho da Viola e Elton Medeiros,
- 1968 - Paulinho da Viola,
- 1970 - Foi Um Rio Que Passou em Minha Vida,
- 1971 - Paulinho da Viola,
- 1971 - Paulinho da Viola,
- 1972 - Dança da Solidão,
- 1973 - Nervos de Aço,
- 1975 - Paulinho da Viola, également connu comme "Amor à Natureza",
- 1976 - Memórias Chorando,
- 1976 - Memórias Cantando,
- 1978 - Paulinho da Viola,
- 1979 - Zumbido,
- 1981 - Paulinho da Viola,
- 1982 - A Toda Hora Rola Uma estória,
- 1983 - Prisma Luminoso,
- 1989 - Eu canto Samba,
- 1993 - Paulinho da Viola&Ensemble (Internacional),
- 1996 - Bebadosamba,
- 1997 - Bebadachama (Ao vivo),
- 1999 - Sinal Aberto com Toquinho,
- 2003 - Meu tempo é Hoje (Trilha Sonora)
- 2007 - MTV Acústico Paulinho da Viola